# Inter de Grand-Goâve
L'Inter de Grand-Goâve est un club de football haïtien basé à Grand-Goâve et fondé en novembre 2000.
Le club évolue en première division haïtienne en 2015 et 2016.